# Гаглер, Эрик
Эрик Гаглер (англ. Eric Gugler; 13 марта 1889 — 17 мая 1974) — американский неоклассический архитектор, дизайнер интерьеров, скульптор и художник-монументалист. Он был выбран президентом Франклином Д. Рузвельтом для разработки Овального кабинета.

## Биография

Вид на статую Теодора Рузвельта

Гаглер родился в Милуоки, штат Висконсин, в семье печатника и гравера Юлиуса Гаглера и его жены Берты Бремер. Он учился в Иллинойсском технологическом институте и в школе Чикагского института искусств. Окончил Колумбийский университет в 1911 году и был удостоен стипендии МакКима в 1911 году в области архитектуры. Он учился в Американской академии в Риме 1911—1914 годах. Он вернулся в Соединенные Штаты и работал в офисах Макким, Мид энд Уайт. Во время Первой мировой войны он служил в Американском камуфляжном корпусе (рота А, 40-й инженерный корпус, армия США). Открыл собственное архитектурное бюро в 1919 году.

#### Ранние работы
Вместе со скульптором Полом Мэншипом и художником-монументалистом Фрэнсисом Барреттом Фолкнером Гаглер создал Американскую академию в Римском военном мемориале (1923-24). Установленный под портиком во внутреннем дворе Виллы Аурелия, он представляет собой скамейку из розового мрамора, по бокам стоящую на коленях Doughboy, и увенчанную арочной мозаичной фреской, на которой изображен одинокий моряк, ведущий свою лодку через бурное море под созвездиями.
В 1925 году Гаглер переделал рядный дом № 319 на 72-й Восточной улице на Манхэттене, в резиденцию и студию Мэншипа. Позже Гаглер купил стеклянную сферу диаметром 5 футов (1,52 м), на которой были выгравированы созвездия. Он одолжил это Мэншипу, который создал несколько скульптур, вдохновленных им. Для мемориала Аэро (гипс 1933 г.), Мэншип смоделировал фигурки Зодиака из глины прямо на стеклянной сфере, а затем отлил их из гипса и бронзы. В проектах вместе и по отдельности Гаглер и Мэншип неоднократно возвращались к идее сфер, небесных тел и знаков Зодиака.
Гаглер и архитектор Роджер Бейли выиграли в 1929 году конкурс на проектирование мемориала Первой мировой войны для города Чикаго. Из-за Великой депрессии проект стоимостью от 3 000 000 до 5 000 000 долларов так и не был реализован. Гаглер спроектировал массивный обелиск в качестве памятника Первой мировой войне для Бэттери-парка на южной части Манхэттена. Его тоже так и не построили.

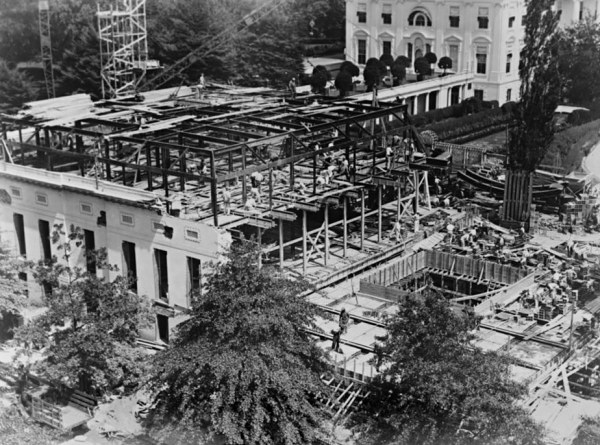
Западное крыло в стадии строительства

Гаглер и художник-монументалист Ричард Брукс создали большие фрески в стиле ар-деко для аудитории Форума на 1883 места в Государственной библиотеке и образовательном здании Пенсильвании (1931) в Гаррисберге. Стены полукруглого зала украшены фресками древних империй. Огромная фреска на потолке с изображением созвездий и знаков Зодиака включает в себя осветительные и вентиляционные приспособления. В здании, построенном архитекторами Уильямом Героном и Сиднеем Россом, также есть архитектурные скульптуры Ли Лори, Карла Пола Дженивейна и Гарри Крейса. Зрительный зал является домом для симфонического оркестра Гаррисберга.
В Центральном парке Нью-Йорка, с видом на Уотер Консерваторию, находится скамья Уолдо Хатчинса, изогнутая уличная скамья из белого гранита Конкорд, архитектором которой был Гаглер. Скамья почти 4 фута (1,2 м) в высоту, 27 футов (8,2 м) в длину и весит несколько тонн. Она была выполнена в 1932 году студией Piccirilli Brothers, фирмой, вырезавшей мемориал Линкольна в Вашингтоне (федеральный округ Колумбия). На скамейке установлены маленькие солнечные часы, вариация солнечных часов Бероса эллинистического периода III века до н. э., спроектированные скульптором Альбертом Стюартом.

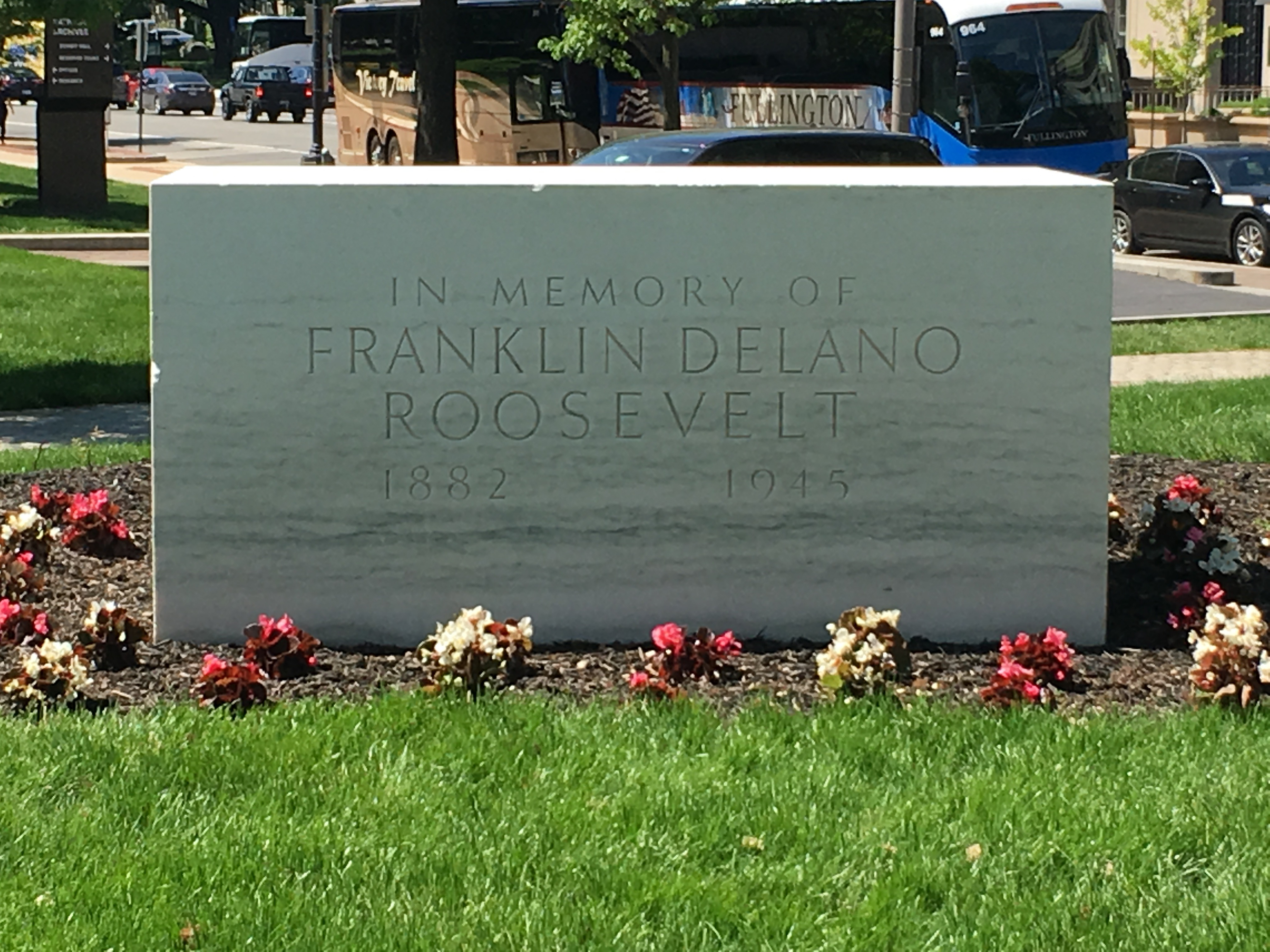
Мемориальный блок FDR (1965), Здание Национального архива, Вашингтон (округ Колумбия)

На солнечных часах изображена небольшая бронзовая скульптура гномона в стиле ар-деко, изображающая танцовщицу, за которой развевалась накидка с развевающимися шарфами в центре. Скульптура гномона была создана скульптором Полом Мэншипом.
Гаглер сотрудничал с архитектором Генри Дж. Тумбсом в Джорджии Холле (1932—1933), главном здании Института Уорм-Спрингс Франклина Д. Рузвельта в Уорм-Спрингс (штат Джорджия).

#### Белый дом
Недовольный размером и планировкой Западного крыла, президент Франклин Д. Рузвельт нанял Гаглера переделать его в 1933 году. Чтобы создать дополнительное пространство, не увеличивая видимый размер здания, он выкопал целый подвал, добавил несколько подземных офисов под прилегающей лужайкой, и построил ненавязчивый «пентхаус». Решение о том, чтобы выжать из существующего здания как можно больше офисных помещений, повлекло за собой узкие коридоры и тесные офисы для персонала. Его самым заметным дополнением было расширение здания на восток для нового Кабинета и Овального кабинета.
Гаглер работал архитектором-консультантом в Белом доме в 1934—1948 годах. Он разработал футляр из красного дерева для рояля Steinway & Sons (1938) — серийный номер 300 000 — в Восточной комнате.
Для камина в столовой в 1945 году Гаглер разработал надпись благословения Джона Адамса 1800 года для Белого дома: «Я молю Небеса, чтобы они ниспослали лучшие из Благословений этому Дому и всем, кто в будущем будет его населять. Пусть под этой крышей правят только честные и мудрые люди».

#### Поздние работы

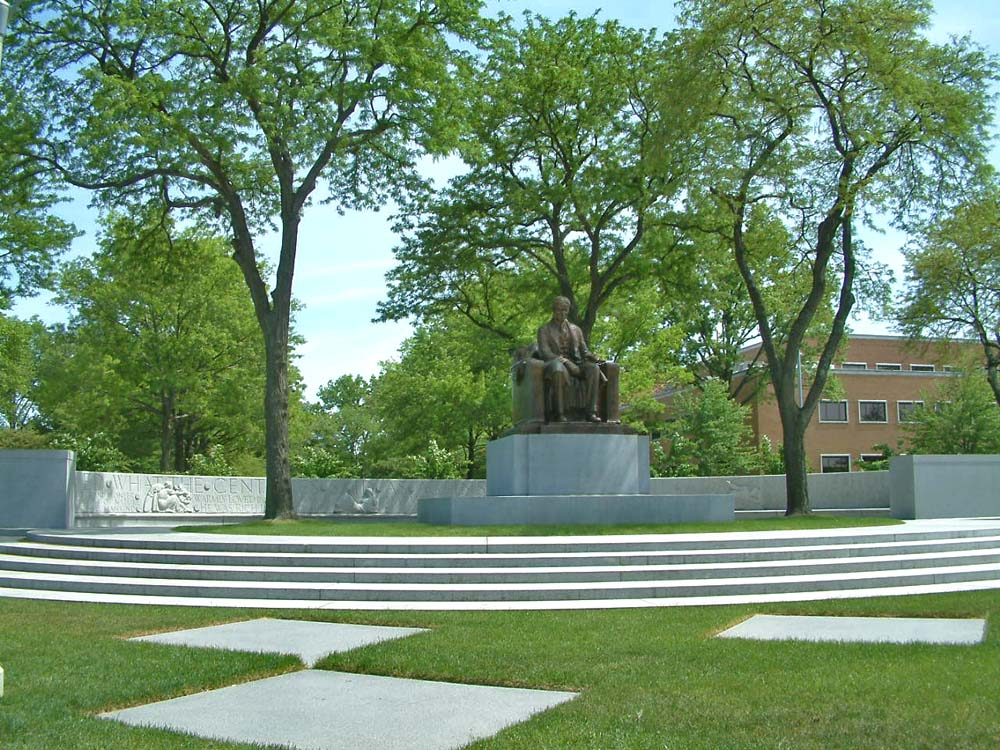
Мемориал Харви С. Файерстоуна, Акрон, Огайо

Гаглер был архитектором-защитником и руководил реставрацией в 1939 году Национального мемориала Федерал-холла на Уолл-стрит в Манхэттене. Он был заметным игроком в общественной кампании 1940-х годов против сноса Касл-Клинтон на Манхэттене. Он участвовал в реставрации Национального мемориала Гамильтон Грейндж, дома Александра Гамильтона на Манхэттене; Октагон-хаус в Вашингтоне (округ Колумбия); и другие исторические здания. Он занимал пост председателя Объединённого консультативного комитета по планированию и развитию штаб-квартиры Организации Объединённых Наций в 1946—1948 годах.
В 1940-х и 1950-х годах Гаглер расширил кампус колледжа Вабаш в Крофордсвилле, штат Индиана, спроектировав Во-Холл, Кампус-центр (ныне Центр Спаркс), общежития Уолкотта и Морриса, библиотеку Лилли и Бакстер-холл. Он сотрудничал со скульпторами Джеймсом Эрлом Фрейзером и Дональдом Де Лю над мемориалом Харви С. Файерстоуна (1950) в Акроне, штат Огайо. Он разработал декорации для мемориала Фрейзера Мэйо (1952) в Рочестере, штат Миннесота.
Вместе со скульптором Полом Мэншипом и ландшафтным архитектором Ральфом Э. Грисволдом Гаглер спроектировал Сицилийско-Римское американское кладбище и мемориал (1956) в Неттуно, Лацио, Италия, где похоронены более 7800 солдат США времен Второй мировой войны. Фреска на потолке часовни Гаглера изображает положение звезд и планет 22 января 1944 года, в час, когда началась битва при Анцио. Мэншип и Гаглер были награждены медалью Генри Геринга Национального общества скульпторов за выдающееся сотрудничество между скульптором и архитектором.
Гаглер сотрудничал с Мэншипом над украшенной армиллярной сферой для Всемирной выставки в Нью-Йорке 1964 года. Они также сотрудничали в создании Мемориального блока Рузвельта (1965) за пределами здания Национального архива в Вашингтоне (округ Колумбия); над Мемориалом Теодора Рузвельта (1967) на острове Теодора Рузвельта на реке Потомак.

##### Зал нашей истории
Гаглер десятилетиями работал над проектом, который он назвал «Зал нашей истории». Задуманный в 1938 году как национальный памятник, который будет иллюстрировать американскую историю через скульптуру, он был предназначен для строительства в Пайн-Маунтин, Джорджия, недалеко от Маленького Белого дома Франклина Д. Рузвельта. Вторая мировая война отложила эту идею, но после войны её возродили как святыню покойного президента. Бывшая первая леди Элеонора Рузвельт поддержала и помогла популяризировать проект. Была организована корпорация, чтобы довести дело до конца, но предполагаемая стоимость 25 000 000 долларов и неясное местоположение затруднили сбор средств, и в 1954 году корпорация была распущена.
Проект был возрождён в 1957 году и было предложено для этого одно из самых известных мест в Соединенных Штатах: парк Арлингтон-Ридж, на западной стороне реки Потомак, между Арлингтонским национальным кладбищем и Мемориалом Корпуса морской пехоты США. Это была визуальная конечная точка Национальной аллеи на оси с Капитолием США, Монументом Вашингтона и Мемориалом Линкольна.

#### Бизнес
Гаглер содержал свой собственный офис на Парк-авеню, 101 (17-й этаж), на Манхэттене, и сотрудничал над проектами с такими архитекторами, как Роджер Бейли, Уокер О. Кейн, Фердинанд Эйсман, Генри Г. Эмери, Генри Пауэлл Хопкинс и Генри Дж. Тумбс. Он сформировал партнерство с архитекторами Ричардом А. Кимбаллом и Эллери Хустедом.

#### Почести
Гаглер служил попечителем Американской академии в Риме (1918—1945). Он был избран членом Национальной академии дизайна в 1941 году и академиком в 1946 году. Был членом Национального общества скульпторов, членом Национального академия искусств и литературы и попечителем Американского общества сохранения живописи и истории. Он стал членом Американского института архитекторов в 1921 году и был избран членом AIA в 1939 году.

#### Личная жизнь
Гаглер женился на бродвейской актрисе и танцовщице Анне Тонетти в 1932 году. Супруги были частью колонии художников в Палисейдс, в Оранджтауне (штат Нью-Йорк). Там он спроектировал их дом, «Зеленый амбар», где и умер в 1974 году.

#### Наследие
Гаглер подарил свои документы Белому дому. Его вдова пожертвовала дополнительные документы в Архив американского искусства Смитсоновского института. Рельефный портрет Анны и Эрика Гаглер, сделанный Полом Мэншипом (1932), находится в Смитсоновском музее американского искусства.

### Избранные работы
Американская академия в Римском военном мемориале (1923-24), Вилла Аурелия, Рим, Италия, со скульптором Полом Мэншипом и художником-монументалистом Фрэнсисом Барреттом Фолкнером.
Фрески для аудитории Форума (1931), Государственная библиотека и здание образования Пенсильвании, Гаррисбург, Пенсильвания, с художником-монументалистом Ричардом Бруксом
Мемориальная скамья Уолдо Хатчинса (1932), Центральный парк, Нью-Йорк, со скульпторами Альбертом Стюартом и Полом Мэншипом.
Белый дом:
- Восстановление западного крыла (1933—34)
- Овальный кабинет (1933—34)
- Кабинет (1933—34)
- Steinway Grand Piano (1938) со скульптором Альбертом Стюартом и художником-монументалистом Данбаром Беком.
- Надпись на каминной полке парадной столовой (1945)

Business Systems and Insurance Building (1939), Всемирная выставка в Нью-Йорке, 1939, Куинс, Нью-Йорк, с архитекторами Джоном Б. Сли и Робертом Х. Брайсоном.
Генеральный план и изменения в школе Формана (1939-40), Личфилд, Коннектикут.
«Chip Chop», летняя резиденция Кэтрин Корнелл (1937-45), Виноградник Марты, Массачусетс.
Мемориал Харви С. Файерстоуна (1944—1950), Акрон, Огайо, со скульпторами Джеймсом Эрлом Фрейзером и Дональдом Де Лю.
Мемориал доктора Уильяма и доктора Чарльза Мэйо (1943-52), Мэйо-Парк, Рочестер, Миннесота, со скульптором Джеймсом Эрлом Фрейзером.
Армиллярная сфера (1964), Флашинг Медоуз, Куинс, Нью-Йорк, со скульптором Полом Мэншипом.
Мемориальный блок Франклина Д. Рузвельта (1965), за пределами здания Национального архива, Вашингтон (федеральный округ Колумбия), со скульптором Полом Мэншипом.
Мемориальная скамья Элеоноры Рузвельт (1966), Штаб квартира ООН, Нью-Йорк.
Мемориал Теодора Рузвельта (1963—1967), Остров Рузвельта, Вашингтон (округ Колумбия), со скульптором Полом Мэншипом.

Мемориальная скамья Хатчинса